# Пабло Сарабија
Пабло Сарабија Гарсија (шп. Pablo Sarabia García; 11. мај 1992) шпански је фудбалер који игра на позицији офанзивног везног играча. Тренутно наступа за Вулверхемптон и за репрезентацију Шпаније.
Након омладинске каријере у Реал Мадриду, у Шпанији се истакао играјући за Хетафе и Севиљу. Године 2019. потписао је уговор са Париз Сен Жерменом, са којим је освојио три титуле првака Француске. У јануару 2023. постао је играч Вулверхемптона.

## Трофеји
Париз Сен Жермен
- Прва лига Француске: 2019/20, 2021/22, 2022/23.
- Куп Француске: 2019/20, 2020/21.
- Лига куп Француске: 2019/20.
- Суперкуп Француске: 2019, 2020, 2022.